# Коскудук (Павлодарская область)
Коскудук (каз. Қосқұдық) — упразднённое село в Щербактинском районе Павлодарской области Казахстана. Упразднено в 2017 году. Входило в состав Жылыбулакского сельского округа. Код КАТО — 556839300.

## Население
В 1999 году численность населения села составляла 79 человек (41 мужчина и 38 женщин). По данным переписи 2009 года в селе проживало 65 человек (34 мужчины и 31 женщина).